# La Gaudaine
La Gaudaine is een gemeente in het Franse departement Eure-et-Loir (regio Centre-Val de Loire) en telt 154 inwoners (1999). De plaats maakt deel uit van het arrondissement Nogent-le-Rotrou.

## Geografie
De oppervlakte van La Gaudaine bedraagt 9,1 km², de bevolkingsdichtheid is 16,9 inwoners per km².
De onderstaande kaart toont de ligging van La Gaudaine met de belangrijkste infrastructuur en aangrenzende gemeenten.

## Demografie
Onderstaande figuur toont het verloop van het inwonertal (bron: INSEE-tellingen).